# Fryderyk Jarosy

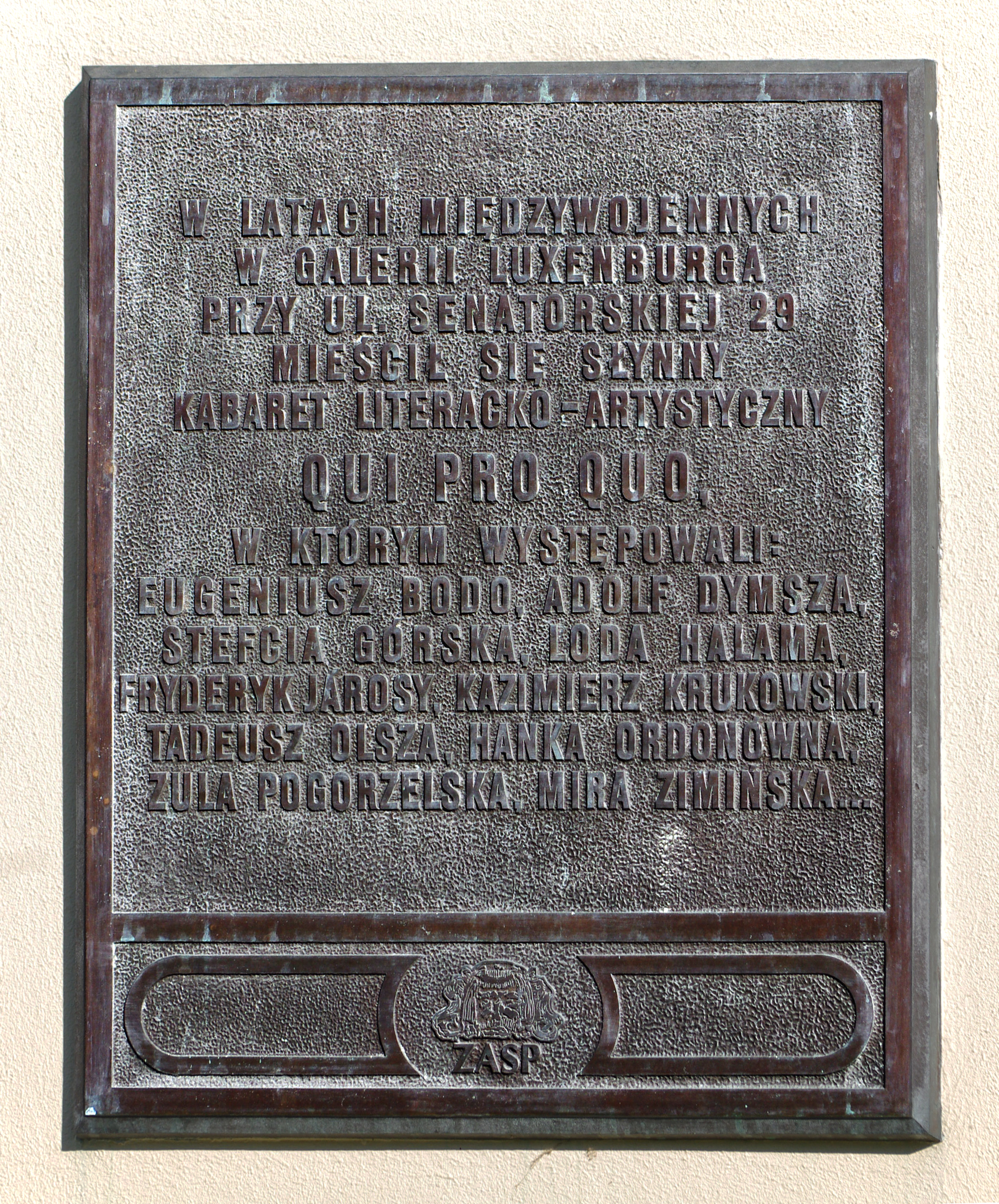
Tablica upamiętniająca teatrzyk Qui Pro Quo i jego artystów przy ul. Senatorskiej 29/31 w Warszawie

Fryderyk Franciszek Jarosy, także Fryderyk Jarossy, Fryderyk Járosy (ur. 10 października 1890 w Grazu, zm. 6 sierpnia 1960 w Viareggio) – polski konferansjer węgierskiego pochodzenia, reżyser teatralny i dyrektor wielu teatrów kabaretowych międzywojennej Warszawy, literat, satyryk, piosenkarz.

## Życiorys

### Młodość
Urodził się w Austro-Węgrzech. W plebiscycie, pomimo węgierskiego pochodzenia, wybrał narodowość austriacką, a w 1938 otrzymał honorowe polskie obywatelstwo. W 1913 poślubił rosyjską arystokratkę Natalię von Wrotnowsky; mieli dwoje dzieci. Do Polski przyjechał w 1924 jako członek rosyjskiego teatrzyku Siniaja Ptica (Niebieski Ptak) i pozostał w Warszawie na wiele lat. Legenda głosi, że został w Warszawie z powodu Ordonki.
Rok po przybyciu do Polski zadebiutował w Qui Pro Quo także w roli konferansjera. Na początku nie znał języka polskiego, nauczył się go jednak bardzo szybko, do końca zachowując lekki cudzoziemski akcent. Do legendy przeszło jego powiedzenie „Prouszi panstwa” wygłaszane przed kurtyną, gdy zapowiadał kolejny występ.
Antoni Słonimski w Alfabecie wspomnień tak wspomina Jarosy’ego:

Zaproponowano mi napisanie i wygłoszenie słowa wprowadzającego oraz opracowanie tekstów polskich Járosy’ego. Niewiele było czasu. Całą noc przy kawie i koniaku spędziłem w pokoju hotelu Bristol, ucząc Járosy’ego. Bestia była tak zdolna, że nad ranem mówił już za dobrze. Pozostawał jeszcze problem widowni. Co odpowiedzieć, gdy się ktoś z sali zwróci z jakąś uwagą? Járosy umiał już swój tekst, ale nie rozumiał po polsku. Zaproponowałem mu zwrot uniwersalny: „Motorniczemu surowo zabrania się rozmawiać z pasażerami”. Udało się, bo w dniu premiery ktoś istotnie odezwał się z widowni, i gdy Járosy wygłosił tę czysto warszawsko-tramwajową sekwencję, dostał rzęsiste brawa, które przez długie lata towarzyszyły występom tego ulubieńca publiczności warszawskiej.

### Założyciel warszawskich teatrów kabaretowych

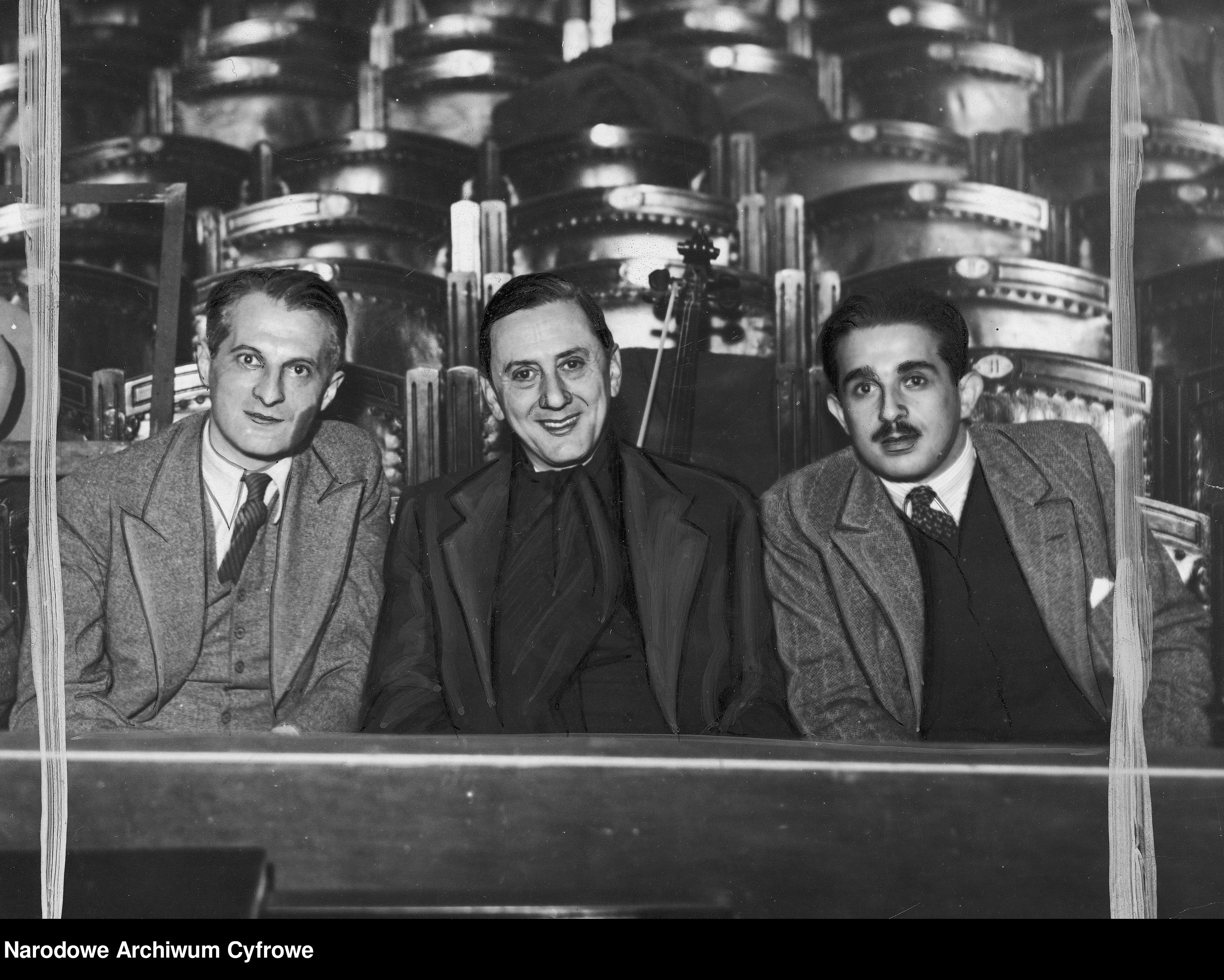
Julian Tuwim, Fryderyk Jarossy i Marian Hemar podczas próby wodewilu

Był dyrektorem, reżyserem i założycielem wielu warszawskich teatrów kabaretowych: 1 października 1931 założył Kabaret Banda, 1 września 1933 otworzył Cyganerię, 1 sierpnia 1935 Cyrulika Warszawskiego, 5 października 1938 Teatr Buffo.
Wspierał młodych artystów. Do jego uczniów i współpracowników zaliczali się między innymi: Hanka Ordonówna, Stefcia Górska, Aleksander Żabczyński, Stefania Grodzieńska, Jerzy Jurandot.

### II wojna światowa
Aresztowany 24 października 1939 przez gestapo, zbiegł z transportu na przesłuchanie. Ukrywał się m.in. na terenie getta warszawskiego oraz przy ul. Korzeniowskiego 5. 
W czasie wojny używał nazwiska Franciszek Nowaczek. Brał udział w działalności konspiracyjnej, współpracując z wydziałem propagandy najpierw ZWZ, a następnie AK, pisał m.in. antyniemieckie wiersze satyryczne. Było ich ponad sto, były one, w tłumaczeniu niemieckim, przyklejane do niemieckich samochodów i pociągów, które jechały na front wschodni. W wersji polskiej drukowała je podziemna prasa. Publikował na łamach dziennika podziemnego „Demokrata” i w tygodniku satyrycznym „Moskit” oraz w „Krecie”. Wiersze ukazywały się pod pseudonimem Efen. Po powstaniu warszawskim (1944) był więźniem obozu koncentracyjnego Buchenwald.
W 1945 w Hanowerze wyszła broszurka Mein Kampf. Walka z doktorem Goebelsem z okupacyjnymi wierszami Jarosy’ego.

### Działalność po wojnie
Po II wojnie światowej wyemigrował do Wielkiej Brytanii. W Londynie żył w skrajnym niedostatku. Organizował przedstawienia teatralne w emigracyjnych ośrodkach polskich, występował także czasem w audycjach nadawanych przez Wolną Europę i BBC na teren Polski. W 1948 komunistyczny rząd pozbawił go polskiego obywatelstwa.
Konferansjerski styl Jarosy’ego, niemożliwy do dokładnego naśladowania i podrobienia, po wojnie kultywowali: Kazimierz Rudzki i Edward Dziewoński.
Zmarł w 1960 we Włoszech. Jego grób znajduje się obecnie na cmentarzu Neustifter Friedhof w Wiedniu.

## Przedstawienia teatralne

### Występy aktorskie
- 1924 – Black and white (Qui Pro Quo)
- 1924 – Próba życia (Qui Pro Quo)
- 1924 – Ghetto (Qui Pro Quo)
- 1926 – Serwus, Jarosy (Qui Pro Quo)
- 1926 – A tymczasem pod łóżkiem (Qui Pro Quo)
- 1930 – Maj za pasem (Qui Pro Quo)
- 1930 – Będzie gorąco (Qui Pro Quo)
- 1931 – Ta Banda pięknie gra (Banda)
- 1933 – Cyganeria rozfikana (Cyganeria)
- 1933 – Z pocałowaniem ręki (Cyganeria)

### Reżyseria
- 1923 – Pękajcie narody (Qui Pro Quo)
- 1935 – Pod włos (Cyrulik Warszawski)
- 1935 – Na jeża (Cyrulik Warszawski)
- 1935 – Z przedziałkiem (Cyrulik Warszawski)
- 1935 – Wieczna ondulacja (Cyrulik Warszawski)
- 1935 – Mycie głowy (Cyrulik Warszawski)
- 1935 – Alfa i Omega (Cyrulik Warszawski)
- 1935 – Frontem do radości (Cyrulik Warszawski)
- 1937 – Jaś w raju bram (Cyrulik Warszawski)
- 1938 – Sprzedajemy Warszawę, czyli Frick–frack (Cyrulik Warszawski)

## Filmografia
- 1934 – Co mój mąż robi w nocy… – obsada aktorska (król mody Picknick)
- 1935 – Panienka z poste restante
- 1936 – Papa się żeni – kierownictwo artystyczne, obsada aktorska (dyrektor „Olimpii”)
- 1937 – Parada Warszawy – konferansjer

## Odznaczenia
- Krzyż Kawalerski Orderu Odrodzenia Polski (3 maja 1958, za zasługi w długoletniej pracy na polskim polu artystyczno-teatralnym)[9]

## Nawiązania w kulturze masowej
- Jest pierwowzorem Fryderyka, bohatera filmów Lata dwudzieste... lata trzydzieste... i Miłość ci wszystko wybaczy w reżyserii Janusza Rzeszewskiego. W postać tę wcielił się Piotr Fronczewski.